# 美國炒飯
美國炒飯是一道源自於泰國的料理，美國炒飯使用番茄醬拌炒，佐以炸雞、火腿、熱狗、葡萄乾，甚至鳳梨也是佐料的選項之一。

## 歷史
1970年代當中南半島發生越南戰爭時，參與戰事的美軍士官往往都會前往泰國度過休假，當時眾多的美軍士兵官都不大能習慣泰國當地的料理，於是在某些觀光區的小販便開始製作能以符合美國人胃口的餐點，美國炒飯便是在此時登場的新生代泰國料理。不過這樣的一道菜並不被官方或民間認可為「泰國料理」，因此在泰國以外的泰國料理餐廳基本上不會販售這樣的一道菜，至於北美地區因其特殊緣由，仍可在少數泰國料理餐廳的菜單上看到。

## 來源
1. 1 2  Daks, N.; Greeley, A. . Tuttle Publishing. 2015: 124  [January 19, 2017]. ISBN 978-1-4629-1525-5.

## 外部連結
- 泰國機場販售的美國炒飯 （页面存档备份，存于）
- 美國炒飯食譜 （页面存档备份，存于）